# Hlas domova (časopis)
Hlas domova byl československé exilové periodikum v Austrálii, který vycházel v letech 1950 až 1979. Většinu času byl redigován Františkem Váňou. Obsah tvořily zprávy z Československa, zprávy o českých emigrantech ve světě a informace o krajanských spolcích v Austrálii. Do časopisu příležitostně přispívali např. Ferdinand Peroutka, Ladislav Radimský, Alois Rozehnal či Pavel Tigrid.

## Historie
List založil a zpočátku redigoval Josef Rýpar (za spolupráce Informační služby svobodného Československa FCI). Od července 1951 list vydával a redigoval František Váňa; na redakční práci se dále podíleli členové redakční rady Michal Cigler, Karel Janovský, Václav Michl. V prvních ročnících část čísla vycházela v angličtině. Podstatnou součástí listu byla příloha Cesta, obsahující rozsáhlejší publicistické a zejména kulturní příspěvky. Po přechodu na novinový formát zůstala zachována zpravodajská koncepce (a to v rubrikách Československo ve zkratce, Krátce z exilu, Ze dne na den, Čechoslováci v zahraničí), nechybělo sportovní zpravodajství. Důležitá byla rubrika Přátelé hledají, zprostředkovávající informace o Češích ve světě. V novinách byly též politické komentáře, stati a úvahy (původní i převzaté).
V roce 1968 list uveřejňoval anonymní Dopisy z Prahy a zpřístupňoval tak čtenářům aktuální zprávy o vývoji doma. V další průběžné rubrice redakce zařazovala původní čtení na pokračování. V sedmdesátých letech Hlas domova věnoval pozornost exilové politice a uveřejňoval Zprávy Rady svobodného Československa, nově vznikla rubrika Kalendář. List zanikl na konci roku 1979.